# João 4

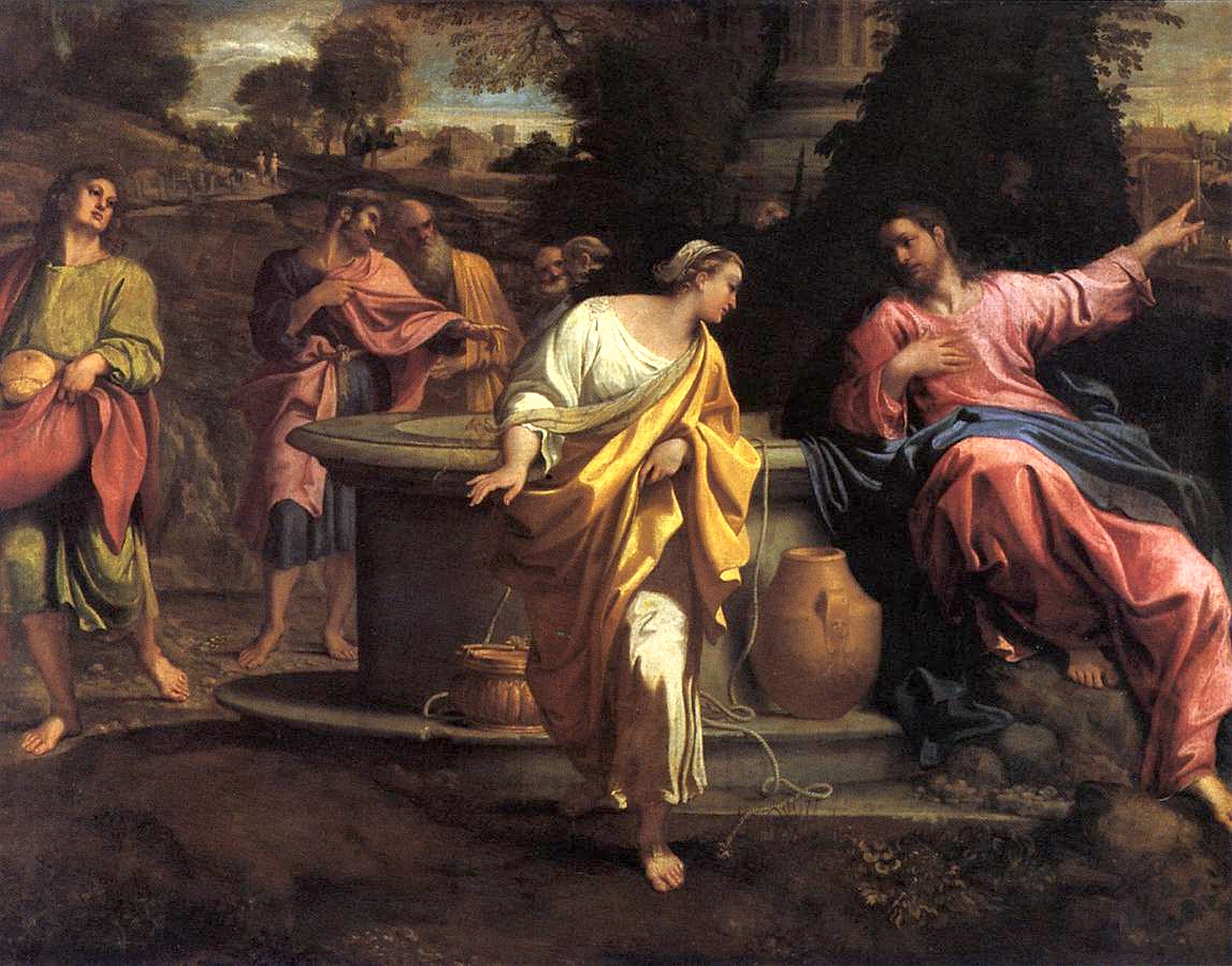
Samaritana no poço, um dos episódios narrados em João 4.
Segunda metade de século XVI. Por Annibale Carracci, atualmente na Pinacoteca de Brera, em Milão.

João 4 é o quarto capítulo do Evangelho de João no Novo Testamento da Bíblia.

## Jesus ultrapassa João
Os fariseus ficam sabendo que Jesus está batizando mais gente que João Batista, embora João afirme que «...Jesus mesmo não batizasse, mas sim seus discípulos.» (João 4:4) Jesus então foge da Judeia e volta para a Galileia.

## Samaritana

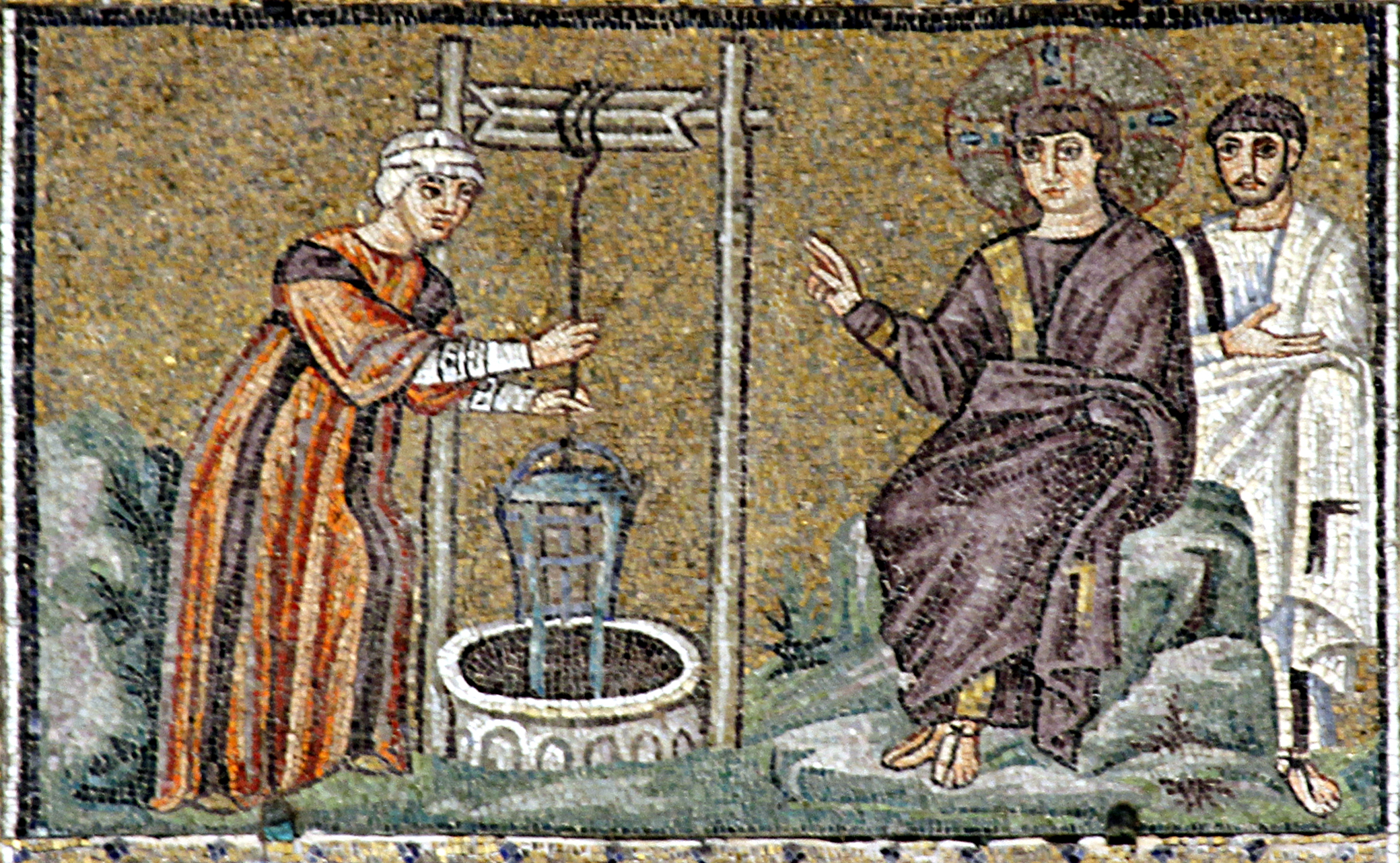
Cristo e a mulher samaritana no poço. Mosaico na Basilica di Sant'Apollinare Nuovo em Ravena, datado do século VI d.C.

Jesus em seguida segue para a cidade samaritana de Siquém e descansa perto do Poço de Jacó enquanto seus discípulos vão até a cidade para conseguir alimentos. Enquanto espera por eles, uma samaritana chega no poço e Jesus lhe pede um pouco d'água. A mulher se surpreende e diz que samaritanos e judeus não se misturam. Jesus responde que se ela soubesse de verdade quem era ele, seria ela quem estaria pedindo a água" que ele oferecia. «Replicou-lhe Jesus: Todo o que bebe desta água, tornará a ter sede; mas quem beber da água que eu lhe der, nunca mais terá sede; pelo contrário a água que eu lhe der, virá a ser nele uma fonte de água que mana para a vida eterna.» (João 4:13–14) A mulher então pede esta "água" e Jesus pede a ela que vá chamar seu marido e o traga até ele. A mulher afirma que é solteira e Jesus diz que, na verdade, ela teve cinco maridos e que estava, naquele momento, vivendo com um homem com quem não era casada. Só então ela acredita que ele era um profeta e Jesus a ensina a louvar a Deus da forma como se fazia nos tempos antigos, em locais apropriados, e como se deveria fazê-lo no futuro. «Mas a hora vem e agora é, em que os verdadeiros adoradores adorarão o Pai em espírito e em verdade; porque são estes que o Pai procura para seus adoradores. Deus é espírito; e é necessário que os que o adoram, o adorem em espírito e em verdade.» (João 4:23–24) A mulher então afirma que o Messias virá para explicar tudo, ao que Jesus declara ser o tal Messias. 
Seus discípulos retornam da cidade e a mulher volta para casa afirmando que Jesus sabia tudo sobre ela e pergunta-se se ele seria o Messias. O povo decide ir ver para decidir. Os discípulos, enquanto isso, tentam dar a Jesus alguma comida, que ele refusa dizendo que seu alimento «A minha comida é fazer eu a vontade daquele que me enviou, e completar a sua obra.» (João 4:34) O povo da cidade se aproxima e Jesus conversa com os curiosos, convencendo-os a ficar por mais dois dias de ensinamentos. Suas palavras os convence de que ele é o «Salvador do mundo» (João 4:42).

## O filho do oficial real

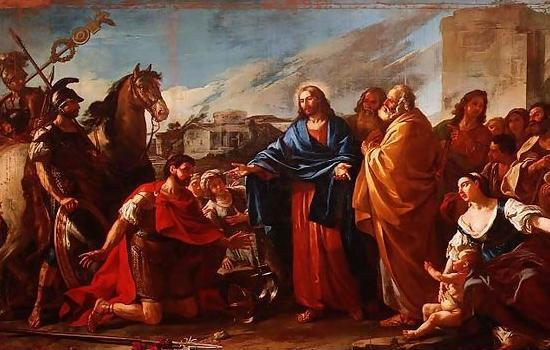
Jesus curando o filho do oficial real. 1752. Por Joseph-Marie Vien.

Jesus depois viaja de volta para a Galileia e é recebido pelo povo. Ele segue para Canaã, onde um oficial real pede-lhe que cure seu filho enfermo. Jesus parece se aborrecer ao sentir que o povo só acredita nele depois de ver milagres, mas, assim mesmo, diz que o garoto já estaria curado. O oficial volta para casa e encontra o filho curado. De acordo com João, este é o segundo milagre de Jesus (depois das Bodas de Caná).